# Nordisk Conversations-Lexicon, indeholdende Forklaring over vigtige Navne, Gjenstande og Begreber
Nordisk Conversations-Lexicon, indeholdende Forklaring over vigtige Navne, Gjenstande og Begreber er et dansk leksikon, som blev udgivet i 5 bind. Leksikonet blev redigeret af C.J. Fogh, S. Heegaard og J.P.F. Kønigsfeldt. Værket udkom fra 1870 til 1878.

## Udgaver
- Nordisk Conversationslexikon, indeholdende Forklaring over vigtige Navne, Gjenstande og Begreber. 1. Bind : A-B. 1870[1]
- Nordisk Conversationslexikon, indeholdende Forklaring over vigtige Navne, Gjenstande og Begreber. 2. Bind : C-E. 1871[2]
- Nordisk Conversationslexikon, indeholdende Forklaring over vigtige Navne, Gjenstande og Begreber. 3. Bind : F-Jod. 1873[3]
- Nordisk Conversationslexikon, indeholdende Forklaring over vigtige Navne, Gjenstande og Begreber. 4. Bind : K-P. 1875[4]
- Nordisk Conversationslexikon, indeholdende Forklaring over vigtige Navne, Gjenstande og Begreber. 5. Bind : Q-Ø. 1878[5]